# Вовчий (струмок)
Вовчий — струмок  в Україні, у  Рахівському районі Закарпатської області, лівий доплив Білої Тиси (басейн Дунаю).

## Опис
Довжина струмка приблизно 4 км. Формується з багатьох безіменних струмків.  

## Розташування
Бере  початок на південному сході від гори Менчул. Тече переважно на північний схід і у селі Богдан впадає у річку Білу Тису, ліву притоку Тиси.